# Агеге (Нигерия)
Агеге (англ. Agege) — район местного самоуправления (LGA) и город округа Икеджа в штате Лагос в юго-западной части Нигерии.
По переписи 2016 года в нём проживало 635 900 жителей. Занимает площадь 11,2 км². Плотность — 51 911 чел. на 1 км², что делает его одним из самых густонаселенных районов местного самоуправления.
В Агеге расположен Государственный университет Лагоса.

## Происшествия
3 июня 2012 года при выполнении захода на посадку в международном аэропорту им. Мурталы Мухаммеда рейс 992 компании Dana Air врезался в двухэтажный жилой дом в Агеге, в результате чего погибли все 153 человека на борту лайнера и не менее 40 человек, находившихся в момент катастрофы на земле.